# Nivezé
Nivezé is een dorpje in de Belgische provincie Luik, in de buurt van de stad Spa. Het gehucht behoort tot twee gemeenten. Het westelijk deel, grenzend aan het vissersmeertje lac de Warfaaz, samen met de straten rond het domein Niverzé behoren tot Spa, terwijl het oostelijk deel, dat de dorpskern met de Sint-Theresiakerk omvat, tot de gemeente Jalhay (deelgemeente Sart) behoort.